# Graciliparia shuara
Graciliparia shuara är en insektsart som beskrevs av Christiane Amédégnato och Poulain 1994. Graciliparia shuara ingår i släktet Graciliparia och familjen Romaleidae.

## Underarter
Arten delas in i följande underarter:
- G. s. cutucu
- G. s. shuara